# Dialekt południowo-zachodniokajkawski

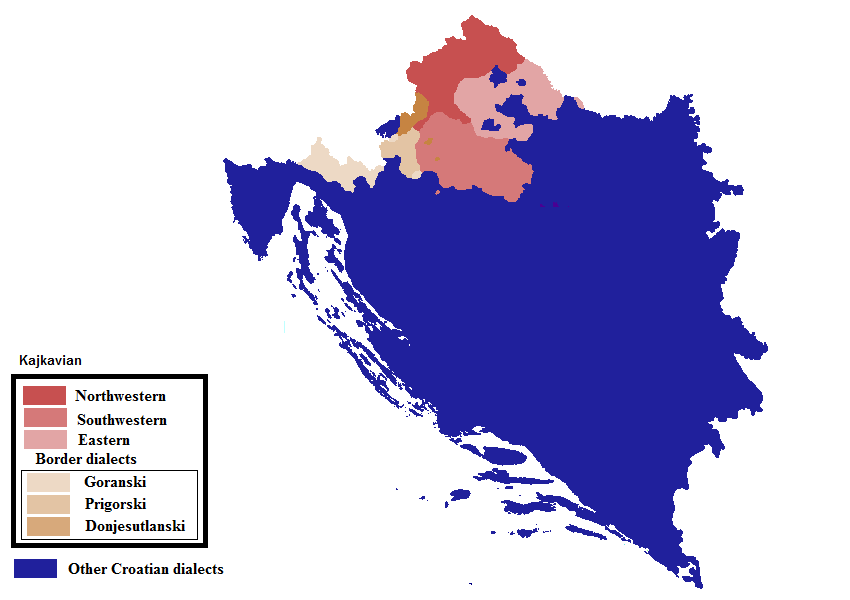
Dialekty kajkawskie według podziału Belicia

Dialekt południowo-zachodniokajkawski, dialekt prigorski (serb.-chorw. južno-zapadni kajkavski dijalekt) – jeden z dialektów wyodrębnianych w grupie serbsko-chorwackich dialektów kajkawskich m.in. przez Aleksandra Łukjanienkę i Aleksandra Belicia.
Obszar użycia dialektu południowo-zachodniokajkawskiego obejmuje zasadniczo krainę Prigorje. Zajmuje on tereny pierwotnie czakawskie, stąd wiele cech (a nawet archaizmów) typowo czakawskich w gwarach tego dialektu.

## Cechy językowe
Cechami charakterystycznymi dialektu prigorskiego są:
- rozwój grup *šč, *žǯ w miękkie s’ i z’, zapewne przez pośrednie *s’t’, *z’d’[2],
- jery *ъ, *ь kontynuowane przez e, a w zgłoskach sufiksalnych przechodzące często w a[3],
- rodzaj harmonii głosowej przypominający tę w dialekcie rezjańskim lub prekmurskim, np. silȉti ‘solić’, sôl ‘sól’, dopełniacz sȅli ‘soli’, nižȉca ‘nóżka’, nȅga ‘noga’, s nigûm ‘nogą’, kirìti ‘koryto’, kilèni ‘kolano’ < psł. *soliti, solь, *soli, *nožica, *noga, *s nogojǫ, *koryto, *kolěno[3].

Do cech dialektu prigorskiego nawiązujących do bliskiego obszaru czakawskiego należą:
- rozwój prasłowiańskich *ť, *ď w c’ (lub č́) i j, np. svêič́a, meja[2],
- rozwój prasłowiańskiej samogłoski nosowej *ǫ w u, np. ruka, zub < psł. *rǫka, *zǫbъ[2],
- końcówka narzędnika liczby pojedynczej rzeczowników żeńskich zakończonych na spółgłoskę, która często brzmi -u (wobec -o, -ūm lub -ōm w innych gwarach kajkawskich)[4].

Do dialektów sztokawskich nawiązuje:
- częsty zanik głoski *χ, np. iža, mê < *χiža, *mъχъ, lub jej zastępowanie przez v, np. vûvo < *uχo[5],
- czas przyszły tworzony z czasownikiem posiłkowym ‘chcieć’ typu č́u ti dat ‘dam ci’[4].